# Богайчук, Николай Николаевич
Николай Николаевич Богайчук (12 июня 1963 года, Артёмовск, Украинская ССР, СССР — 18 сентября 2023 года, Москва) — российский продюсер, издатель, популяризатор музыки. Основную известность получил как редактор и продюсер большого количества альбомов российской музыки (преимущественно джаза и смежных жанров), выходивших на лейблах «Boheme Music», «ArtBeat Music» и т.п.

## Биография
Профессиональную карьеру начинал в родном Артёмовске с создания дискотеки и телепрограммы «Окно» на местном телевидении (кабельный канал «Элита»), посвящённой современной музыке.
После распада СССР переехал в Москву. В 1994 г. занимался организацией музыкальной программы в клубе «Метро Экспресс», где организовывал выступления Сергея Манукяна и Вячеслава Горского. Здесь же началось сотрудничество Богайчука с саксофонистом Алексеем Козловым. В 1997 г. по просьбе Козлова Богайчук стал его личным представителем в процессе подготовки переиздания на компакт-дисках наследия джаз-рок-ансамбля «Арсенал», выходившего на фирме грамзаписи «Мелодия» в советский период. Инициатор переиздания, бизнесмен из области информационных технологий Тагир Яппаров, в процессе работы основал лейбл «Boheme Music» (BMR), руководителем которого стал Андрей Феофанов. Именно Феофанов указан в выходных данных альбома как выпускающий продюсер. Работа Богайчука  с фондами «Мелодии» с целью переиздания на компакт-дисках архивов джаза заложила основу каталога «Boheme Music». В её структуре в 1998–99 гг. Богайчук спродюсировал десятки новых джазовых релизов (как переиздания, так и новые записи уже российского периода), в том числе диски Германа Лукьянова, Игоря Бриля, Даниила Крамера и т.д..
В конце 1990 года Богайчук ушёл из «Boheme Music» и как независимый продюсер занимался CD-переизданиями из архивов «Мелодии», а также начал выпускать новые релизы, спродюсированные им лично. Первой его полностью самостоятельной работой в качестве исполнительного продюсера стал сборник «Советский джаз» (2003), в отношении которого были исполнены все требования законодательства в области авторского права (включая музыку, фотографии и оформление). В числе проектов Богайчукк есть альбом авторской музыки пианиста Игоря Бриля, записанной его учениками (джазовыми пианистами Дмитрием Илугдиным, Иваном Фармаковским, Владимиром Нестеренко, Алексеем Иванниковым, Николаем Сидоренко, Алексеем Чернаковым, Алексее Беккером, Евгением Лебедевым и Маратом Габбасовым) в честь 65-летия маэстро.
В начале 2000-х работал музыкальным архивариусом на телеканале «Держава».
В 2012 г. Богайчук стал исполнительным продюсером музыкального издательства «ArtBeat Music», основанное по инициативе Фонда поддержки современной инструментальной музыки «Art Beat» Алексея Козлова. Основная часть его продюсерской деятельности после этого связана с этим лейблом, выпустившим десятки релизов на грампластинках и сотни — на компакт-дисках. В числе музыкантов, чьи работы продюсировал Богайчук, представители разных поколений и стилистических областей (Народные артисты РФ Алексей Кузнецов, Алексей Козлов, Георгий Гаранян и Игорь Бриль, Сергей Старостин, Аркадий Шилклопер, Герман Лукьянов, лауреат молодёжной премии «Триумф» Дмитрий Илугдин, мультиинструменталист Алексей Круглов, ансамбли «Marimba Plus» и «Второе приближение» и т.д.). Стилистика этих работ — джаз, импров, фьюжн, арт- и прог-рок, фольклор. Концепции выпускавшихся Богайчуком альбомов регулярно имели неожиданный и претенциозный характер: это, например, джазовые (и близкие по жанру) посвящения или переосмысления творчества Булата Окуджавы, русских академических композиторов («Могучей кучки», Петра Чайковского), британской арт-роковой группы «Yes», а также народных и авторских песен времён Гражданской войны и Великой Отечественной войны.
Как популяризатор, Богайчук вёл регулярные лекции (серия «Винтаж») в московском джаз-клубе «Эссе», готовил радиопрограммы для шоу Игоря Сандлера, выпускал видеоподкасты «BigNick Pro Vinyl & Music». В сделанном им цикле видеоподкастов «Советский Джаз.РФ» принимали участие авторитетные специалисты — музыковед Владимир Фейертаг, директор Центра исследования джаза Игорь Гаврилов, журналист Кирилл Мошков. Эти проекты основывались на обширной личной коллекции виниловых пластинок Богайчука.
Умер от последствий инсульта, перенесённого 2 сентября 2023 года.

## Профессиональное признание
Спродюсированные Богайчуком релизы лейбла «ArtBeat Music» более 20 раз попадали в чарт организации «Europe Jazz Media» (союза европейский джазовых СМИ), публикуемый ежемесячно с мая 2013 года. Первым в их ряду в ноябре 2013 года стал альбом петербургских музыкантов Вячеслава Гайворонского, Андрея Кондакова и Владимира Волкова под названием «Russian Romances», посвящённый творчеству Александра Даргомыжского.
Статья о Богайчуке была опубликована в 18-м выпуске (от 12.07.2019) японского музыкального журнала «Jazz Perspectives».
В 2020 году Богайчук получил Премию народной дипломатии от правительства Эстонии. Премия вручается частным лицам и неправительственным организациям за их значительный вклад в развитие эстонского языка, культуры и бизнеса в мире и стала результатом регулярной работы Богайчука с эстонскими артистами (гитаристом Яаком Соояаром, пианистом Тыну Найссоо).